# Hall of Fame Asobal
Hall of Fame Asobal (Eigenschreibweise: Hall of Fame ASOBAL) ist ein Projekt des spanischen Handballverbands Asobal (Asociación de Clubes Españoles de Balonmano). In ihr sollen die bedeutendsten Handballspieler, Handballtrainer und Handballschiedsrichter Spaniens geehrt werden.

## Auswahlverfahren
Ein dreiteiliges Auswahlverfahren bildet die Grundlage für die Aufnahme in die Hall of Fame Asobal. Zunächst legt die Comisión de Méritos, zu der historische Vereine, Behörden und Sportverbände gehören, ihre Kandidaten fest. Um in die Auswahl zu kommen, muss der Kandidat am Leben sein, mindestens fünf Spielzeiten in der Liga Asobal gespielt haben und seit mindestens fünf Jahren nicht mehr aktiv sein. In einer Abstimmung werden anschließend durch eine Jury aus Sport-Experten sowie auf der Website der Liga Asobal Wertungen abgegeben.

## Mitglieder
Die Hall of Fame Asobal wurde im Jahr 2024 ins Leben gerufen; die erste Aufnahme fand am 7. Mai 2024 statt.
Mitglieder der Hall of Fame sind Talant Dujshebaev, Juanín García, Juan de Dios Román, Ramón Gallego, José Javier Hombrados, Enric Masip, Cecilio Alonso, Alberto Entrerríos, Valero Rivera, Cristina Fernández Piñeiro, Lorenzo Rico und Veselin Vujović.
| Jahr | Name der gewählten Mitglieder                                                                                           | Kandidaten waren auch                                                                 |
| ---- | --- | ------------------------------------------------------------------------------------- |
| 2024 | Talant Dujshebaev, Juanín García, Juan de Dios Román, Ramón Gallego, José Javier Hombrados, Enric Masip, Cecilio Alonso | Alberto Entrerríos, David Barrufet, Juantxo Villarreal, Manolo Laguna, Rafael Guijosa |
| 2025 | Alberto Entrerríos, Valero Rivera, Cristina Fernández Piñeiro, Lorenzo Rico, Veselin Vujović                            | Rafael Guijosa, Juan Francisco Alemany, Albert Rocas, Manuel Cadenas, Mateo Garralda  |